# Reinhold Götze
Reinhold Götze (* 2. September 1904 in Olvenstedt; † 1966) war ein deutscher Kämpfer im Widerstand gegen den Nationalsozialismus und späterer SED-Politiker.

## Leben

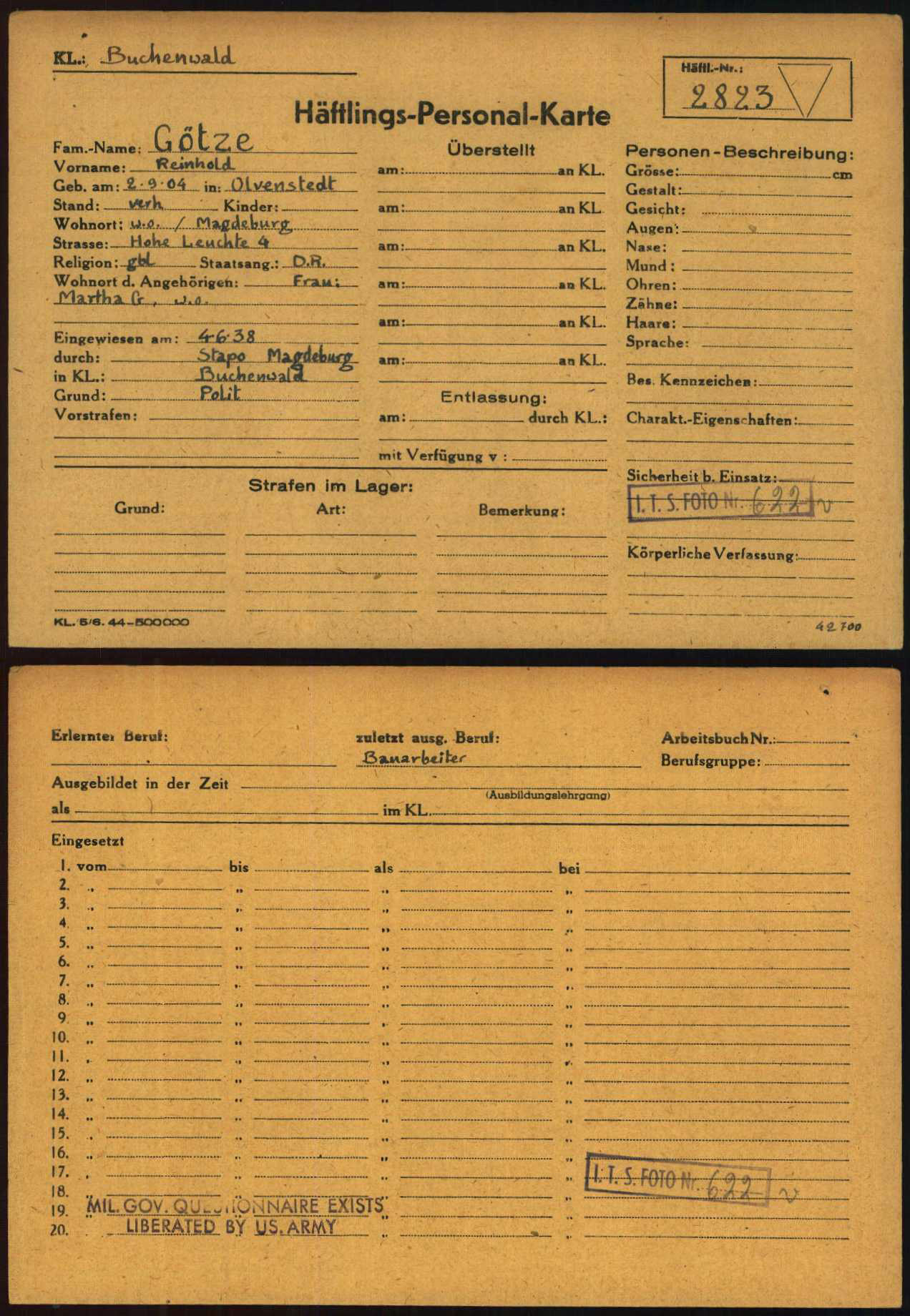
Registrierungskarte von Reinhold Götze als Gefangener im nationalsozialistischen Konzentrationslager Buchenwald

Götze trat 1922 der Kommunistischen Partei Deutschlands (kurz KPD) bei. Nach der Machtergreifung der Nationalsozialisten war er ab 1933 am Aufbau der in der Illegalität arbeitenden KPD beteiligt. Er arbeitete als Bauarbeiter und lebte mit seiner Ehefrau Martha Götze an der Adresse Hohe Leuchte 4 in Olvenstedt. 1936 beteiligte er sich an Plakataktionen, mit denen zum Sturz der NS-Diktatur aufgerufen wurde. Nach Verhaftung und Folter war er zwei Jahre Gefangener im Zuchthaus in Coswig (Anhalt). Danach war er im KZ Papenburg und Börgermoor und ab 1938 dann im KZ Buchenwald gefangen. Hier gehörte er dem illegalen Parteiaktiv der KPD an und war an der Unterstützung der Befreiung durch die 3. US-Armee beteiligt.
Nach 1945 arbeitete er in der Bezirksleitung der SED im Bezirk Magdeburg der DDR mit.
In der Zeit der DDR war in Magdeburg eine Straße und eine Schule nach ihm benannt. Nach der Wende und friedlichen Revolution in der DDR wurde beides umbenannt. Am 6. Mai 1955 wurde Götze aufgrund seiner Tätigkeit als Parteisekretär der Bezirksparteischule der SED in Magdeburg der vaterländische Verdienstorden in Silber verliehen.